# Lotta estrema
Lotta estrema (Best of the Best 3: No Turning Back) è un film del 1995 diretto ed interpretato da Phillip Rhee. Il film è il terzo capitolo della saga iniziata con I migliori nel 1989 e proseguita con Kickboxing mortale del 1993, a sua volta sarà seguito da Legge marziale del 1998.

## Trama
In una piccola città di nome Liberty il pastore di una piccola chiesa frequentata da afro-americani viene rapito e in seguito ucciso da un gruppo di neonazisti che danno anche fuoco alla chiesa con molotov e taniche di benzina.
Tommy Lee, reduce dagli eventi del secondo film viene coinvolto nella questione quando anche la propria sorella viene aggredita, in seguito riesce anche a salvare la giovane Margo da un tentativo di stupro, con cui poi inizia una relazione.
Tommy a quel punto sarà costretto a sgominare l'intera banda per riportare la pace a Liberty.